# فهرست جنگ‌های داعش

وضعیت نظامی کنونی (از ۲۴ فوریه):
تحت کنترل داعش
تحت کنترل جبهه النصره
تحت کنترل اپوزیسیون سوریه
تحت کنترل دولت سوریه
تحت کنترل دولت عراق
تحت کنترل کردستان سوریه
تحت کنترل کردستان عراق
تحت کنترل دولت لبنان
تحت کنترل حزب‌الله لبنان

در زیر، فهرستی از درگیری‌های داعش آمده است. این گروه در اواسط دهه ۲۰۱۰، بخش‌هایی از خاک عراق و سوریه را تحت کنترل داشت و در بسیاری از حملات، نبردها و جنگ‌ها شرکت داشته است.

## جنگ‌ها
از اواخر سال ۲۰۱۳، جنگ‌های سوریه در یک جنگ ادغام شدند که شامل گسترش به لبنان و عراق نیز می‌شد.
- جنگ علیه تروریسم
  - جنگ با داعش
    - مداخله آمریکا در جنگ داخلی سوریه
    - مداخله به رهبری آمریکا در عراق (۲۰۱۴–۲۰۲۱)
    - مداخله آلمان علیه داعش
    - مداخله اردن در جنگ داخلی سوریه
    - مداخله روسیه در جنگ داخلی سوریه
    - مداخله ترکیه در سوریه
    - مداخله ایران در عراق (۲۰۱۴–اکنون)

  - درگیری عراق
    - جنگ عراق
      - جنگ داخلی عراق (۲۰۰۶–۲۰۰۸)

    - شورش عراق (۲۰۱۱–۲۰۱۳)
    - جنگ در عراق (۲۰۱۷–۲۰۱۳)
    - شورش داعش در عراق (۲۰۱۷–اکنون)

  - جنگ داخلی سوریه
    - گسترش جنگ داخلی سوریه به لبنان
    - گسترش جنگ داخلی سوریه به عراق
    - درگیری بین شورشیان در طول جنگ داخلی سوریه
    - گسترش جنگ داخلی سوریه به ترکیه
    - حوادث خط آتش‌بس اسرائیل و سوریه در طول جنگ داخلی سوریه
    - درگیری‌های کردستان سوریه
      - درگیری کردستان سوریه و اسلامگرایان

  - شورش در صحرای سینا
  - تروریسم در مصر (۲۰۱۳–اکنون)
  - دومین جنگ داخلی لیبی
  - درگیری افغانستان
    - جنگ در افغانستان (۲۰۲۱–۲۰۰۱)
      - شورش در خیبر پختونخوا

  - درگیری داعش و طالبان
  - قیام بلخاب
  - شورش در کابو دلگادو
  - درگیری داخلی فیلیپین
    - درگیری مورو

  - شورش داعش در فیلیپین
  - جنگ داخلی یمن (۲۰۱۴–اکنون)
    - مداخله به رهبری عربستان سعودی در جنگ داخلی یمن
    - شورش القاعده در یمن

  - شورش بوکو حرام
    - حمله ۲۰۱۵ نیجر
    - مداخله نظامی آمریکا در کامرون

  - شورش در قفقاز شمالی
  - شورش داعش در قفقاز شمالی
  - شورش در مغرب (۲۰۰۲–اکنون)
    - شورش داعش در تونس

  - جنگ داخلی سومالی
    - جنگ داخلی سومالی (۲۰۰۹–اکنون)

  - درگیری داخلی در بنگلادش
  - درگیری اسرائیل و غزه
  - درگیری کیوو
    - شورش نیروهای دموکراتیک متفقین
- درگیری القاعده و داعش